# Erromenus acutus
Erromenus acutus là một loài tò vò trong họ Ichneumonidae.